# مولد ترموالکتریک

یک مدار ترموالکتریک متشکل از مواد با ضریب Seebeck مختلف (نیمه هادی‌های p-doped و n-doped)، به عنوان یک مولد ترموالکتریک پیکربندی شده‌است.

مولدهای ترموالکتریک ابزارهای حالت جامد هستند که گرما را به الکتریسیته تبدیل می‌کنند. برعکس موتورهای حرارتی معمول، مولدهای ترموالکتریک دارای اجزای متحرک نبوده و کاملاً بی صدا می‌باشند. این مولدها به مدت حدود سی سال به‌طور قابل اعتمادی استفاده شده‌اند. در مقایسه با موتورهای حرارتی معمول، این مولدها بازده کمتری دارند ولی برای کاربردهای کوچکتر مولدهای ترمو الکتریک به دلیل کم حجم بودن و ارزان و قابل اندازه‌گیری بودن مفیدتر خواهند بود. سیستم‌های ترموالکتریک می‌توانند به راحتی برای منابع گرمایی کوچک و اختلاف‌های کوچک دمایی طراحی شوند. این مولدها می‌توانند برای بازیابی گرمای اتلاف شونده در خانه‌ها به تولید انبوه برسند. نوع کوچکتر این مولدها می‌تواند برای تولید نیروی لازم برای ساعت‌های مچی از طریق گرمای بدن استفاده شود.

## توان ترموالکتریک
یک مولد ترموالکتریک نیروی الکتریکی را از طریق جریان گرما مابین دو نقطه با دمای متفاوت، تولید می‌کند. با جریان یافتن گرما از سمت منبع گرم به سرد، حاملان بار آزاد (الکترون‌ها یا حفره‌ها) موجود در ماده نیز به سمت قسمت سرد رانده می‌شوند. ولتاژ ایجاد شده (V) با اختلاف دما (ΔT) از طریق ضریب سیبِک (α) متناسب است(V = αΔT). با اتصال یک ماده الکترون رسانا (نیمه رسانای نوع n) و یک ماده حفره رسانا (نیمه رسانای نوع p) به‌طور سری ولتاژی به دست می‌آید که می‌تواند توان کوچکی ایجاد کند. یک ماده ترموالکتریک خوب ضریب سیبک بین ۱۰۰ تا µV/K300 دارد؛ بنابراین به منظور ایجاد ولتاژی کوچک چندین جفت ماده ترموالکتریک باید به‌طور سری به هم وصل شوند تا یک مولد ترموالکتریک ساخته شود.
یک مولد ترموالکتریک گرمای (Q) را به توان الکتریکی (p) با بازده η طبق رابطه زیر تبدیل می‌کند.
p = η.Q